# كراتيفة بيضوية
كراتيفة بيضوية (الاسم العلمي:Crateva obovata) هي نوع من النباتات تتبع جنس الكراتيفة من الفصيلة القبارية.